# Žinkovy
Žinkovy là một chợ huyện thuộc huyện Plzeň-jih, vùng Plzeňský, Cộng hòa Séc.